# Ilex tarapotina
Ilex tarapotina är en järneksväxtart som beskrevs av Ludwig Eduard Loesener. Ilex tarapotina ingår i släktet järnekar, och familjen järneksväxter. Inga underarter finns listade i Catalogue of Life.